# Žice
Žice – wieś w Słowenii, w gminie Sveta Ana. W 2018 roku liczyła 257 mieszkańców.